# Jalisco-Stacheltaschenmaus
Die Jalisco-Stacheltaschenmaus (Heteromys spectabilis, Synonym: Liomys spectabilis) ist eine Art der Stacheltaschenmäuse und kommt nur im Südosten des mexikanischen Bundesstaates Jalisco vor.

## Merkmale
Die Jalisco-Stacheltaschenmaus erreicht eine Kopf-Rumpf-Länge von etwa 10,9 Zentimetern bei den männlichen Tieren und 10,2 Zentimetern bei den Weibchen. Der Schwanz wird 12,3 Zentimeter bzw. 14,3 Zentimeter lang und das durchschnittliche Gewicht beträgt etwa 65 Gramm. Die durchschnittliche Ohrlänge beträgt 17 Millimeter und die durchschnittliche Hinterfußlänge 31 Millimeter. Es handelt sich damit um eine für die Gattung vergleichsweise kleine Art, die Männchen sind im Durchschnitt wesentlich größer als die Weibchen. Das Fell der ausgewachsenen Tiere ist rau und beinhaltet einzelne versteifte, flach stachelähnliche Haare auf der Rücken- und Bauchseite. Das Rückenfell ist rotbraun mit einer ockerfarbenen Seitenlinie, die Bauchseite ist weiß. Die Haare des Rückenfells sind nicht lockig und überdecken die stachelartigen Haare nicht.
Die vorderen Bereiche der Sohlen der Hinterfüße sind spärlich behaart und besitzen sechs Tuberkel. Die Kralle der zweiten Zehe der Hinterfüße ist löffelartig ausgebildet, wobei es sich wahrscheinlich um eine Anpassung an grabende Tätigkeiten handelt. Der Schwanz ist leicht behaart und an der Oberseite dunkler als an der Unterseite. Die Molaren haben Kronen mittlerer Höhe und die Prämolaren sind niedriger ausgebildet. Die Paukenhöhlen sind nur leicht abgeflacht.
Der Karyotyp besteht aus einem diploiden Chromosomensatz aus 2n = 48 Chromosomen (FN=64).

## Verbreitung
Das Verbreitungsgebiet der Jalisco-Stacheltaschenmaus ist auf den Südosten des mexikanischen Bundesstaates Jalisco eingeschränkt. Die Höhenverbreitung reicht von 960 bis etwa 1615 Meter.

## Lebensweise
Die Jalisco-Stacheltaschenmaus lebte ursprünglich vor allem in trockenen Kiefer-Eichenwäldern in Höhenlagen von 960 bis 1615 Metern. Die ursprünglichen Waldgebiete wurden allerdings durch die Landwirtschaft stark verändert und die Tiere leben heute vor allem in Gebüschen, Ruderalflächen, Grasland und Maisfeldern sowie in vereinzelten Baumbeständen.
Die Tiere sind nachtaktiv und das gesamte Jahr anzutreffen. Über die Ernährung und Lebensweise sowie die Fortpflanzung liegen kaum Informationen vor. Man geht davon aus, dass die Tiere Einzelgänger sind und keine festen Paarungspartner haben. Wahrscheinlich haben sie keine zeitlich begrenzten Fortpflanzungszeiten und die Weibchen können über das gesamte Jahr Nachwuchs bekommen.

## Systematik
Die Jalisco-Stacheltaschenmaus wird als eigenständige Art innerhalb der Gattung der Stacheltaschenmäuse (Heteromys) eingeordnet, die aus 16 Arten besteht. Die wissenschaftliche Erstbeschreibung stammt von Hugh H. Genoways aus dem Jahr 1871, der die Art als Liomys spectabilis einführte. Die ehemalige Gattung Liomys wurde als paraphyletisch innerhalb der Gattung Heteromys betrachtet und aufgelöst. Gemeinsam mit der Mexikanischen Stacheltaschenmaus (Heteromys irroratus) und der Bunten Stacheltaschenmaus (Heteromys pictus) bildet die Jalisco-Stacheltaschenmaus eine gemeinsame Klade innerhalb der Gattung.
Innerhalb der Art werden neben der Nominatform keine weiteren Unterarten unterschieden.

## Status, Bedrohung und Schutz
Die Jalisco-Stacheltaschenmaus wird von der International Union for Conservation of Nature and Natural Resources (IUCN) als „stark gefährdet“ (endangered) eingeordnet. Begründet wird dies durch das sehr kleine Verbreitungsgebiet, das von einer starken Veränderung durch die landwirtschaftliche Nutzung und von Fragmentierung durch das Straßensystem der Region betroffen ist.

## Belege
1. 1 2 3 4 5 6 7 8 9 10 11  Jaliscan Spiny Pocket Mouse. In: David J. Hafner: Subfamily Heteromyoninae, Genus Heteromys. In: Don E. Wilson, T.E. Lacher, Jr., Russell A. Mittermeier (Herausgeber): Handbook of the Mammals of the World: Lagomorphs and Rodents 1. (HMW, Band 6) Lynx Edicions, Barcelona 2016, S. 196. ISBN 978-84-941892-3-4.
2. 1 2 3  Heteromys spectabilis in der Roten Liste gefährdeter Arten der IUCN 2018. Eingestellt von: S.T. Álvarez-Castañeda, E. Vázquez, 2016. Abgerufen am 20. Dezember 2018.
3. 1 2 3   Liomys spectabilis. In: Don E. Wilson, DeeAnn M. Reeder (Hrsg.): Mammal Species of the World. A taxonomic and geographic Reference. 2 Bände. 3. Auflage. Johns Hopkins University Press, Baltimore MD 2005, ISBN 0-8018-8221-4.
4. ↑  Duke S. Rogers, Victoria L. Vance: Phylogenetics of Spiny Pocket Mice (Genus Liomys): Analysis of Cytochrome b Based on Multiple Heuristic Approaches. Journal of Mammalogy 86 (6), 14. Dezember 2005; S. 1085–1094. doi:10.1644/04-MAMM-A-185R3.1
5. ↑  John C. Hafner, Jessica E. Light, David J. Hafner, Mark S. Hafner, Emily Reddington, Duke S. Rogers, Brett R. Riddle: Basal Clades and Molecular Systematics of Heteromyid Rodents. Journal of Mammalogy 88 (5), 18. Oktober 2007; S. 1129–1145. doi:10.1644/06-MAMM-A-413R1.1